# 阿亚帕涅科语
阿亞帕涅科語（Ayapaneco）是一種在北美墨西哥塔巴斯科州（Tabasco）方言。報導中指該語言至2011年止只剩下兩位老人能說，使得它正成為一種瀕危語言。但實際上，此消息已在不久後證實是假的。根據2020年的普查，仍然有71人是該語言之母語者。阿亞帕村的人稱自己的語言為"努特－歐特"語(Nuumte Oote)、意即"真實的聲音"，"阿亞帕涅科語"為外來者對其稱呼。

## 概說
阿亞帕涅科語通行於墨西哥的熱帶低窪地區，位處於塔巴斯科州的阿亞帕村（Ayapa）的當地人使用。在19世紀中期，阿亞帕涅科語流失速度曾達到巔峰，因為墨西哥政府規定當地小孩只能使用西班牙語。
該語面臨一個非常奇特的困境，廣為語言學界所知：只剩下兩位老先生具備流利的交談能力，這兩人分別是80歲的塞哥維亞（Manuel Segovia）、以及74歲的委拉斯奎茲（Isidro Velazquez），但兩人彼此不相往來、拒絕交談，即便兩家距離相隔500公尺。原先阿亞帕涅科語還有塞哥維亞的哥哥會說，他在10年前死亡後，塞哥維亞仍用阿亞帕涅科語和他的妻子、兒子說話但他們只能聽懂和說出少許的單字。事實上，仍然有71人以此語言為母語。
與此同時，墨西哥的國家原住民語言協會計畫為阿亞帕涅科語開課。美國印第安納大學的語言人類學家蘇斯拉克（Daniel Suslak）團隊曾編寫一部阿亞帕涅科語字典，當時稱預計2011年底完成。

## 特色
美國印第安納大學人類語言學家丹尼尔·苏斯拉克表示：阿亞帕涅科語語音尤其有豐富模擬自大自然的擬聲詞，例如「kolo-golo-nay」可理解為「像火雞一樣狼吞虎嚥」。

## 註解
1. ↑  Hammarström, Harald; Forkel, Robert; Haspelmath, Martin; Bank, Sebastian (编). . . Jena: Max Planck Institute for the Science of Human History. 2016.
2. 1 2 3 4  Language at risk of dying out – the last two speakers aren't talking （页面存档备份，存于）,英國衛報,Jo Tuckman in Mexico City,Wednesday 13 April 2011 19.10 BST.
3. ↑  . 新快報. 2011-09-25  [2011-04-15].[永久]
4. ↑  Tuckman, Jo. . the Guardian. 2011-04-13  [2021-03-19]. （原始内容存档于2021-05-16）.
5. ↑  Donnelley, Paul. . Daily Mail Online. 2014-05-19  [2021-03-19]. （原始内容存档于2021-05-01）.
6. ↑  （繁體中文）兩老人不對話 墨原住民語恐消失[永久]
7. ↑  Tuckman, Jo; City, Mexico. . The Sydney Morning Herald. 2011-04-14  [2021-03-19]. （原始内容存档于2021-05-16）.

## 外部連結
- Indiana University Minority Languages & Cultures of Latin America & the Caribbean Program （页面存档备份，存于）